# Büntetés-végrehajtás Továbbképzési és Konferencia Központja
A Büntetés-végrehajtás Továbbképzési és Konferenciaközpontja büntetés-végrehajtási intézmény volt a Pest megyei Pilisszentkereszten. Alaptevékenységeként a büntetés-végrehajtási feladatok ellátását elősegítő továbbképzések, szakmai értekezletek, konferenciák szervezése, valamint a résztvevőknek szállás és étkezés biztosítása volt a feladata.
A büntetés-végrehajtási szervezet 1973–1974 között építette újjá a Csepel Autógyár korábbi üdülőjét (Létesítésének éve: 1975).
2007. június 30-i hatállyal az alapító okiratát módosították és a Büntetés-végrehajtási Szervezet Továbbképzési és Konferenciaközpontja elnevezést kapta, egyidejűleg telephelyként hozzá kapcsolták az önálló költségvetési szervként megszüntetett - a Somogy megyei Igalon működött - Büntetés-végrehajtás Továbbképzési és Rehabilitációs Központját.